# Ama búvárok

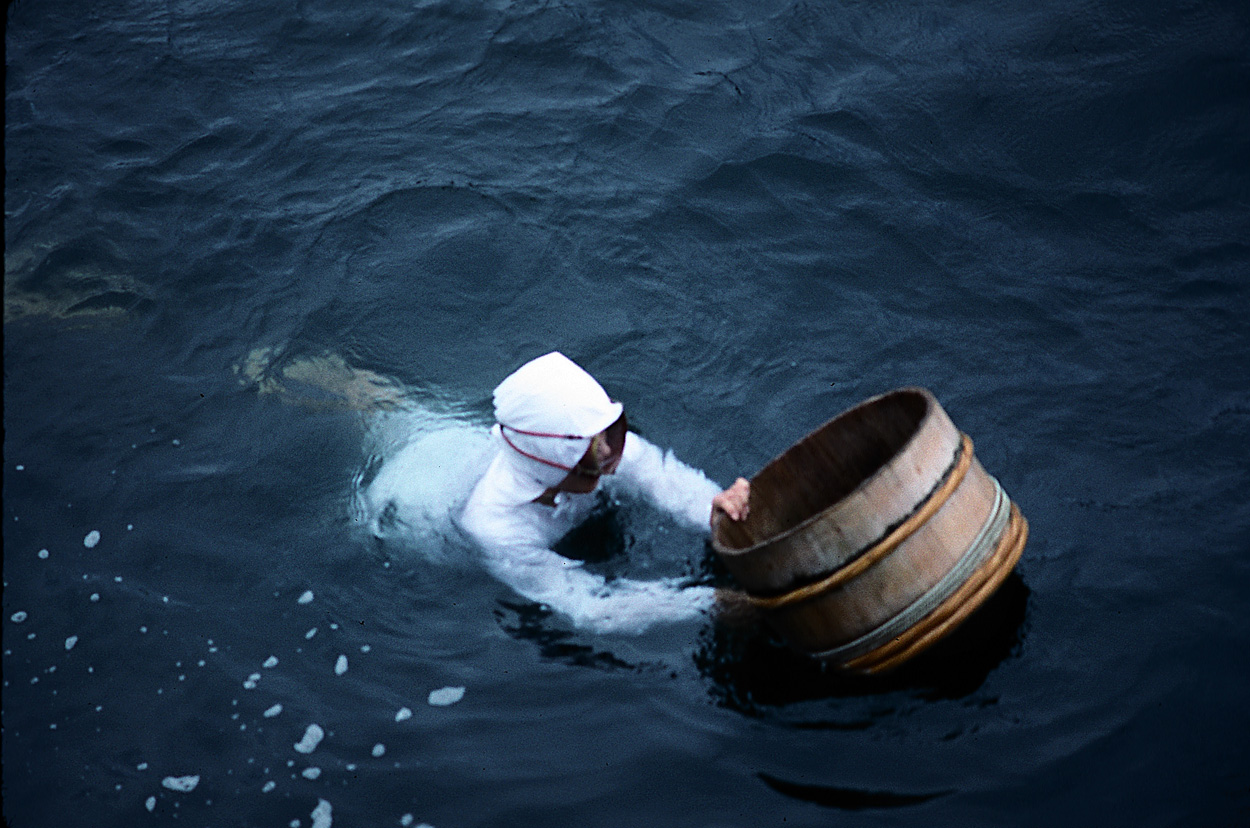
Ama munka közben

Ama (海人, női海女; férfi 海士;) búvárok a gyöngyhalászatról híresek. Az amák többsége nő. Az ama kifejezés maga, a tenger asszonyát jelent.  Az amák kagylókat, hínárt és mindenféle élelmet kerestek a sekély öblök fenekén. A legértékesebb zsákmány az afrodiziákumként is tisztelt abalone kagyló volt. Gyöngye áhított, de nagyon ritka kincs, a kagylót inkább selymes fényű háza miatt keresték.

## Földrajzi elhelyezkedés
Ama gyöngyhalászokat Japánban, Mie prefektúrában az Isze-sima régióban találhatunk. A legnépszerűbb merülő pont az Iszei-öbölben található. Az öböl közelében található Isze városa, ahol az iszei nagyszentély található. Az öböl maga gazdag a természetes erőforrásokban és könnyű kereskedelmet biztosít. Ez okból, különböző egyedülálló közösségek alakultak ki a part mentén, valamint a halászat, és gyöngyhalászat, rizstermesztés és a kézművesiparok felvirágoztak. Itt található a nagojai kikötő, ami Japán legnagyobb kereskedelmi kikötője, valamint a Csubu Centrair nemzetközi repülőtér.
A második világháború után ez a térség nagy részben járult hozzá Japán gyors gazdasági fejlődéséhez. Habár a fejlődés nagyban segítette a gazdaságot, rengeteg kárt okozott magának az öbölnek. Nem beszélve az 1959-es Isze-van tájfunról, ami az eddig észlelt legsúlyosabb tájfun Japánban.

## Történelem
Az ama búvárok megjelenése mintegy kétezer évre vezethető vissza. Az első feljegyzések Kr. u. 927 körül jelentek meg a Heian-korban. A korai amák feladata volt a tenger gyümölcseinek biztosítása és ők voltak kitüntetve azzal, hogy lemerüljenek az afrodiziákumként is tisztelt abalone kagylóért. Az amák tradicionálisan csak egy fehér ágyékkötőt viseltek, egészen a 20. század közepéig. És a cápák elkerülése érdekében csak, fehér színt viseltek. Gyöngyhalász amák ritkák voltak a búvárkodás korai éveiben. Manapság az amák, már turistalátványosságnak számítanak. Éppen ez okból megváltoztatták a ruháikat, amiben merülnek. A halászat módszere és eszközei a huszadik század közepéig változatlanok. A halászfalvak lakói évszázados tapasztalattal megtervezik a víz alatti aratás helyét és menetét Az asszonyok magukhoz veszik szütyőiket, és a fából készül dézsákat. Ezek a víz színén lebegve egyszerre merülési pontok, bóják és tárolóedények. Övükbe tűzik a lapos, L alakú spatulát, amivel majd a sziklákhoz tapadó kagylókat fejtik le. Ezen kívül esetleg egy zsinóron lógó facsipeszt akasztanak a nyakukba, amivel az orrukat fogják be. A fülük védelmére zsírral átitatott szövetcsomókat használnak.
Az amák száma mostanra észrevehetően csökkent. Ennek az okai, hogy egyre kevesebb fiatal lány érdeklődik a halászat iránt, valamint az igény is lecsökkent. Az 1940-es években megközelítőleg 6000 amát számoltak össze Japán partjain. Ma körülbelül 60-70 ama van generációnkként. Persze ehhez az is hozzájárult, hogy 1960-as években rengeteg változás történt az amák életében. Egy japán vállalkozó Mikomoto Kokicsi kifejlesztette a mesterséges gyöngynövesztés eljárását. A kagylókba apró szennyezést juttatott, amiből rövid idő alatt gyöngyök fejlődtek. Mikomoto kagylóit ama búvárok hozták a felszínre a művelethez, vitték vissza a víz alá, és aratták be végül termésüket. A varázslatos gyöngyöket mázsaszámra lehetett eladni az európai és amerikai piacokon. A vállalkozás néhány év alatt egész birodalommá nőtt Toba város környékén, és az amák nagy része a Mikomoto Pearlnek dolgozik. A cégnél a nyugati nyitáskor egyenruhát és más újításokat vezettek be, a veszélyes és kis hatékonyságú hagyományok rovására. A nagyüzemi termelés fejlődése lassan az amák munkáját is nélkülözhetővé teszi.

## Tevékenység
12-13 évesen kezdenek tanulni, idősebb társaik tanítják őket. Annak ellenére, hogy korán elkezdik a képzésüket, sok hölgyet láthatunk, akik a 70 éves koruk körül is lemerülnek. Japánban a nők jobb merülőnek számítanak, ugyanis vastagabb testzsírral rendelkeznek és több ideig tudják visszatartani a lélegzetüket. A fent említett módon az amák viselete is megváltozott. A fehér ágyékkötőről, a fehér szinte átlátszó ruhára, majd a mai modern fekete búvárruhára. Ami nem változott az, hogy az amák merülési módszere. A búvárok ugyanis még napjainkban sem használnak légzőkészüléket, szabad tüdővel merülve dolgoznak, és mivel mélyebben nyilván több a zsákmány, aki tovább bírja egy levegővel, többet is keres.
Az amák világát a kötelességtudat, hagyományok és babonák színezik. Egy ruhadarab kiállta az idők próbáját és az az amák fejkendője. A fejkendők különböző szimbólumokkal vannak feldíszítve, például szieman és dóman. Mindkettőnek az a feladata, hogy szerencsét hozzon és elűzze a rossz szellemeket. Az amák arról is ismertek, hogy szentélyeket építenek a merülőpontok közelében, ahol merülés után imádkoznak, és megköszönik az isteneknek a biztonságos visszatérést.
Az amáknak zord körülményeket kell elviselniük, mint például a víz fagyos hőmérsékletét és a hatalmas víznyomást a tenger mélyen. Az amáknál karrierük folytán megfigyelték, hogy a merülési idő alatt láthatón súlyt veszítenek. Az amák kifejlesztettek egy speciális légzés technikát, amivel kiengedik a levegőt a felszínre emelkedés után. Mikor a vízszint fölé érnek egy hosszú fütyüléssel engedik ki a levegőt. Ez a fütyülés mára az amák jól ismert megkülönböztetője lett.

## Amák a médiában
A legismertebb talán az 1964-es James Bond-regény és filmváltozata a Csak kétszer élsz (1967) Sean Connery főszereplésével. Ebben a szuperkém találkozik egy Kissy Suzuki nevű amával. Amachan egy 2013-as japán dráma, főszereplője egy fiatal lány, aki Tohokuba költözik, hogy búvárrá váljon.
Ama Girls egy 1958-as dokumentumfilm, ami 1959-ben Oscar-díjat nyert, a gyöngyhalász amák életét mutatja be, merülésükön keresztül. Amancsu! egy japán manga sorozat, a cím az ama egy hosszabb változata, női búvárokat mutat be.

## Búvárok más kultúrákban
Az amák koreai megfelelői a henjók. Az amákkal ellentétben, ahol néha egy-egy férfi is feltűnik, a henjók minden tagja nő. A henjók kultúrája is több ezer évre nyúlik vissza. Légzőfelszerelés nélkül merülnek, manapság úszószemüveget és békatalpat használnak. A Csedzsu-sziget partjain halásznak. Ezeken a részeken, Korea patriarchális társadalmával szemben, a nők tartották el a családjaikat. A henjók akár két percig is víz alatt tudnak maradni és egy nap akár százszor is lemerülnek. Ahogy az amák, úgy a henjók száma is drasztikusan csökkent, nagy részük 60 év felett van. Ez ellen a koreai állam úgy próbál védekezni, hogy 2014-ben megtette az első lépéseket, hogy a csedzsui búvárnők hagyománya a UNESCO listájára felkerülhessen, remélve, hogy ezzel megőrizhetik ezt a szokást és több fiatal lány dönt úgy, hogy felveszi a búvárruhát. 2016-ban az UNESCO felvette a henjók hagyományát a listájára. 
A „szkandalopetra” (görög: σκανταλόπετρα) egy ókori görög búvármódszer. Ezt a módszert görög szivacshalászok használták. A múlt században újra felfedezték ezt a merülési módszert és a szabad merülés egyik fontos szabályként használják. A módszer abból áll, hogy a halászok egy követ a kötnek a lábukra, ami 8-14 kg között van. A búvár a kötélhez kötött ballaszttal lemerül, a társa pedig egy csónakban figyeli a merülőt és a művelet végén felhúzza, a ballaszttal együtt. Ma ez egy csapat-versenysporttá alakult. A csapat két emberből áll, az egyik merül, a másik ellenőrzi a kötelet, amihez a merülő hozzá van kötve.